# بزهل (همت أباد)
بزهل (بالفارسية: بزهل) هي مستوطنة تقع في إيران في قسم همت أباد الريفي. يقدر عدد سكانها بـ 38 نسمة .